# Плоча Хуан де Фука
Плочата Хуан де Фука е тектонска плоча, подпъхваща се под северната част на западния край на Северноамериканската плоча при зоната на субдукция Каскадия. Кръстена е на изследователя Хуан де Фука и е една от най-малките тектонски плочи на Земята. Тя е остатък от древната Фаралонска плоча, която в днешно време е изцяло подпъхната под Северноамериканската плоча.

## Произход
Системата на плочата Хуан де Фука произлиза от океанската кора на Панталаса. Тази океанска кора като цяло се е подпъхвала под Северноамериканската и под Евразийската плочи. Останки от кората на Панталаса вероятно са плочите Хуан де Фука, Горда, Наска и Кокосовата, всичките те бидейки части от Фаралонската плоча.

## Обхват
Плочата Хуан де Фука граничи на юг със зоната на пречупване Бланко (северозападно от брега на Орегон), на север с разлома Нутка (югозападно от остров Нутка, Британска Колумбия) и на запад с Тихоокеанската плоча. Самата плоча Хуан де Фука е разбита на три части, като често името ѝ се отнася за съвкупността им, но понякога с това име се нарича само централната част. Трите части се диференцират както следва: южното парче е плочата Горда, а парчето на север е плочата Експлорър. Отделните части се разграничават чрез големите контрасти на подводните зони на спрединг.

## Сеизмичност
Последното мегаземетресение при зоната на субдукция Каскадия се случва през 1700 г. и вероятно е имало магнитуд от 8,7 – 9,2 по скалата на Рихтер. До този извод е стигнато след радиовъглеродно датиране и отлаганията от цунами, натрупани около 1700 г. Доказателства за това земетресение представляват и мъртвите гори по дължината на река Копалис в щата Вашингтон, почвата под които е потънала и се е наводнила със солена морска вода.
През 2008 г. са наблюдавани малки земетресения на площта на плочата – над 600 в продължение на 10 дни в област от 240 km югозападно от Нюпорт, Орегон. Тези земетресения са особени с това, че не следват модела на голямо земетресение, следвано от по-малки вторични вълни, а представляват по-скоро продължителен поток от малки трусове. Освен това те не възникват при границата на тектонската плоча, а по-скоро в средата на плочата. Подземните трусове са засечени с хидрофони, а звуковете им наподобяват необичайни гръмове.
Подпъхващата се плоча е образувала планинската верига Каскади, съответната ѝ вулканична дъга и тихоокеанските хребети по дължина на западния бряг на Северна Америка, от южните части на Британска Колумбия до северния район на Калифорния. От своя страна тези форми на релефа са част от Тихоокеанския огнен пръстен, разпростиращ се по ръба на целия Тихи океан.